# Dany Mota
Pour les articles homonymes, voir Mota.
Dany Mota, né le 2 mai 1998 à Niederkorn, est un footballeur portugais qui évolue au poste d'avant-centre à l'AC Monza.

## Biographie
Né le 2 mai 1998 à Niederkorn, dans la commune de Differdange au Luxembourg, d'une famille portugaise, Mota possédant ainsi la double nationalité luxembourgeoise et portugaise,,.
Du fait de ses origines et son parcours, Dany Mota maitrise en tout 6 langues : le portugais, l'italien, le français, l'allemand, l'anglais, et le luxembourgeois,.

### Carrière en club

#### Débuts et arrivée en Italie (2014-2019)
Ayant commencé sa carrière au CS Pétange lors de la saison 2014-2015 du championnat luxembourgeois, Dany Mota rejoint le Virtus Entella en Serie B le 17 septembre 2015,, alors qu'il avait initialement été annoncé à l'US Cremonese.
Avec le club de Chiavari, il s'illustre rapidement dans les équipes de jeunes, protagoniste notamment lors d'une victoire du Virtus contre l'Inter Milan, s'intégrant peu à peu à l'équipe première au fil des saisons et attirant les convoitises de clubs de Serie A,. Le 17 avril 2017, il marque son premier but en senior pour le Virtus Entella, lors d'un match nul 1–1 contre Ternana.
Mais c'est lors de la saison 2018-2019 que Mota va vraiment connaitre son essor avec le Virtus Entella : après avoir marqué son premier but en Coupe d'Italie contre Salernitana le 12 août 2018, Mota est l'auteur de son premier doublé lors du match suivant en championnat contre Gozzano, avant de marquer une nouvelle fois la journée suivante contre Pise. Il marque ensuite son deuxième doublé en Serie B le 20 février 2019, contre Pistoiese lors d'une victoire 3-1 à domicile.

#### Passage à la Juventus (2019-2020)
Le 5 août 2019, Mota est transféré à la Juventus, où il est intégré à l'équipe réserve des champions de Serie A qui évoluent en Serie C. Il s'y illustre rapidement, marquant notamment quatre buts consécutifs dans le championnat, entre le 18 et 30 septembre 2019, contre Arezzo, Pontedera, l'AlbinoLeffe puis Monza, qui se révélera être son futur club.
En effet le 20 janvier 2020, Mota est prêté pour six mois à Monza, avec obligation d'achat en cas de promotion en Serie B.

#### Affirmation à Monza (depuis 2020)
Mota marque son premier but pour Monza lors de ses débuts avec le club, son score de la tête après être entré en jeu permettant aux siens de battre l'Aurora Pro Patria 2-0. Il marque en tout deux buts en six matchs, avant que la saison ne soit interrompue à cause du COVID-19; Monza se voyant alors sacré champion de Serie C, glanant une promotion en Serie B qui lui échappait depuis 19 ans.
Titulaire régulier en Serie B 2020-2021, il marque son premier but de la saison le 7 novembre, lors d'une victoire 2-0 des siens contre Frosinone en championnat.
Buteur régulier il attire notamment l'attention de l'Atalanta en Serie A lors du mercato hivernal, décidant toutefois de rester avec un Monza qui joue déjà la montée dans l'élite italienne. Mais c'est surtout par son habileté dans le dribble qu'il s'illustre, avec presque 500 dribbles au 22 avril, et le plus grand nombre de cartons provoqués dans le championnat (21 en tout).

### Carrière en sélection
Sélectionnable à la fois pour le Portugal et le Luxembourg du fait de ses origines, c'est la sélection portugaise qu'il connaîtra en premier, en espoirs.
Il fait ainsi ses débuts avec les espoirs portugais le 5 septembre 2019, marquant un doublé contre Gibraltar lors d'un match de qualification à l'Euro espoirs 2021. Avec quatre buts au cours de ces éliminatoires, il permet au Portugal de se qualifier pour les phases finales du tournoi européen.
Lors de la phase de groupe de l'Euro en mars 2021, il se révèle encore décisif, Fábio Vieira marquant le but de la victoire contre la Croatie sur une passe de Mota, qui marque ensuite son but contre l'Angleterre, ouvrant le score pour permettre aux siens de remporter cette rencontre 2-0, contre un des favoris de la compétition,,. Son équipe domine ainsi la phase de groupe, battant également la Suisse et se qualifiant pour les quarts de finale qui ont lieu dès fin mai.
Il est appelé avec l'équipe du Portugal A pour la première fois en mars 2024.